# Podkrepa (village)
Pour les articles homonymes, voir Podkrepa.
Podkrepa est un village de la municipalité de Haskovo, dans la province de Haskovo, au sud de la Bulgarie.